# سید احمد غزالی
سید احمد غزالی (عربی: سيد أحمد غزالي) (۳۱ مارس ۱۹۳۷ – ۴ فوریهٔ ۲۰۲۵) یک سیاست‌مدار اهل الجزایر بود که از ۱۹۹۱ تا ۱۹۹۲ نخست‌وزیر دولت الجزایر بود.

## زندگی و تحصیلات
سید احمد غزالی در ۳۱ مارس ۱۹۳۷ در شهر مغنیه از تلمسان الجزایر به دنیا آمد وی مهندس و فارغ‌التحصیل رشته مدرسهٔ پلها و راه‌ها در پاریس (ENPC) می‌باشد.

## فعالیت‌ها
سید احمد غزالی عضو حزب جبههٔ ملی آزادی بود و یک همکار و پشتیبان رئیس‌جمهور هواری بومدین بود که در حکومت او و هنگامی که به وزارت انرژی و صنعت رسید، در رأس مؤسسهٔ سوناتراک یا انتقال سوخت از ۱۹۶۶ تا ۱۹۷۷ قرار داشت. او توسط شاذلی بن جدید از این مسئولیت در سال ۱۹۷۹ برکنار شد تا بتواند سفیر الجزایر در فرانسه باشد. سپس در سال ۱۹۸۸ دوباره به وزارت برگردانده و تا سال ۱۹۸۹ در منصب وزیر دارایی انجام مسئولیت کرد. سید احمد غزالی از سال ۱۹۸۹ تا ۱۹۹۱ وزیر خارجه الجزایر بود.
سید احمد غزالی منصب نخست‌وزیری الجزایر را از پنجم ژوئن ۱۹۹۱ پس از مولود حمروش بعهده گرفت. او در دوران ریاست جمهوری شاذلی بن جدید پس از وقایع ژانویه ۱۹۹۲ استعفا داد ولی تا ژوئیه ۱۹۹۲ در دوران ریاست جمهوری محمد بوضیاف این مقام را بعهده داشت. اما در هشتم ژوئیه همان سال کمی بعد از قتل محمد بوضیاف مجدداً استعفا داد. پس از او بلعید عبدالسلام نخست‌وزیری الجزایر را بعهده گرفت. او در سال‌های ۱۹۹۹ و ۲۰۰۴ کاندید ریاست جمهوری الجزایر شد ولی موفق نشد.

## سخت‌ترین دوران حکومت در تاریخ الجزایر
دوران نخست‌وزیری سید احمد غزالی دوران خطیرترین حوادث در الجزایر بود. از جملهٔ این حوادث یکی کودتای نظامی ۱۱ ژانویه ۱۹۹۲ و استعفای رئیس‌جمهور شاذلی بن جدید بود که به آغاز خشونت در الجزایر منجر شد. در این کودتا ۲۰۰ هزار نفر از شهروندان الجزایر قربانی شدند. حادثهٔ دیگر ترور محمد بوضیاف رئیس‌جمهور الجزایر در ۲۹ ژوئن ۱۹۹۲ بود. بعد از این ترور بود که فعالیت‌های تروریستی در الجزایر آغاز شد.

## درگذشت
سید احمد غزالی در ۴ فوریه ۲۰۲۵، در سن ۸۷ سالگی درگذشت.

## مناصب
مسئولیت‌های سیاسی و پارلمانی و وزارتی:
۱۹۹۲–۱۹۹۴: سفیر الجزایر در فرانسه

۱۹۹۱–۱۹۹۲: نخست‌وزیر و وزیر اقتصاد

۱۹۸۹–۱۹۹۱: وزیر خارجه

۱۹۸۸–۱۹۸۹: وزیر اقتصاد

۱۹۸۴–۱۹۸۸: سفیر الجزایر در بلژیک

۱۹۷۹–۱۹۸۰: وزیر آب

۱۹۷۷–۱۹۷۹: وزیر انرژی و صنایع پتروشیمی

۱۹۶۶–۱۹۷۷: مدیر عامل شرکت سوناتراک

۱۹۶۲–۱۹۶۴: مشاور مسائل انرژی در وزارت اقتصاد

۱۹۶۲–۱۹۶۳: عضو هیئت مدیره هیئت فنی فرانسه - الجزایر افزایش ثروت‌های زیر خاک صحرا